# ماستن (بنسلفانيا)
ماستن هي مدينة أشباح في مقاطعة ليكومينغ، بنسلفانيا، الولايات المتحدة. كانت المدينة مقرا لشركة مطحنة خشب من عام 1905 إلى عام 1930، وعملت كموقع لمعسكر سلك الخدمة المدنية من عام 1933 إلى عام 1940، وتركت القرية آخر عائلة في عام 1941. ومنذ ذلك الحين أصبحت مدينة أشباح.

## التاريخ
تأسست ماستن كمدينة ومقر مطحنة للخشب في عام 1905 من قبل تشارلز دبليو سونز. امتلكت عائلة سونز المطحنة والمدينة وعملت بموجب عقد مع شركة Union Tanning Company ، التي كانت بحاجة إلى لحاء الشوكران لدباغة الجلود وبيعت أيضًا الأخشاب الصلبة من المنطقة.
كانت البلدة تمتلك خطين للسكك الحديدية: سكة سككوهانا الحديدية وسكسكهانا وإيجل مير للسكك الحديدية.
في أبريل 1917، انتهى العقد مع سونز وتم شراء المطحنة والمدينة والسكك الحديدية بواسطة شركة Central Pennsylvania Lumber Company. كانت المطحنة قيد التشغيل من 1905 إلى 18 سبتمبر 1930، عندما تم انهاء آخر سجل. بعد إغلاق الطاحونة، تم هدم معظم المنازل وتم بيع أخشابها وتم التخلي عن السكك الحديدية سسكوهانا وايجلز مير.
في 6 مايو 1933، تم إنشاء «معسكر الولاية للغابات» S-80-Pa من سلك الخدمة المدنية في موقع ماستن، وتم هدم بعض المباني المتبقية لبناء المعسكر. أغلق المعسكر عام 1940. بقيت بعض العائلات بعد إغلاق الطاحونة، ولكن في عام 1941 غادرت العائلة الأخيرة البلدة.
اعتبارًا من 2007 ، بقيت فقط بعض أسس المباني والمداخن في ماستن. لا تزال هناك بعض المنازل / الهياكل الأصلية التي لا تزال قائمة حتى اليوم وتستخدم كمخيمات للصيد.